# Katie Tannenbaum
Katie Tannenbaum (13 mei 1985) is een skeletonster geboren in de Verenigde Staten maar uitkomende voor de Amerikaans Maagdeneilanden.

## Carrière
Tannenbaum verhuisde in 2006 naar de Amerikaanse Maagdeneilanden voor wie ze dan ook uitkomt. Tannenbaum maakte haar debuut in de wereldbeker in het seizoen 2015/16 waar ze eindigde als 24e. Het jaar erop nam ze opnieuw deel en behaalde ze eenzelfde resultaat. In 2017/18 werd ze 31e in het eindresultaat, de volgende twee jaar was ze niet actief in de wereldbeker. Ze keerde terug voor het seizoen 2020/21 waar ze 37e werd in de einduitslag en in 2021/22 werd ze 31e. In 2020 kwam ze in het nieuws omdat ze in de wereldbekerwedstrijd van Igls tegen een bezem (voor de baan schoon te houden) aan vloog die op de baan was geblazen door de wind, het voorval was niet de eerste keer want eerder had ook Jane Channell een gelijkaardige situatie.
Ze nam voor de eerste keer deel aan het wereldkampioenschap in 2012 waar ze er niet in slaagde te eindigen. Ze moest drie jaar wachten voor ze nogmaals een kans kreeg en eindigde als 25e. In 2016 werd ze nogmaals 25e en in 2017 werd ze 27e in de uitslag. In 2019 nam ze opnieuw deel na een jaar afwezigheid, ze werd 24e.
Tannebaum nam in 2022 voor het eerst deel aan de Olympische Winterspelen waar ze 25e en laatste werd. Ze was de enige deelnemer voor haar land en dus ook vlaggendraagster maar miste de openingsceremonie door een covidbesmetting. In 2018 probeerde ze al eens deel te nemen en spande ook een rechtszaak aan maar verloor deze, ook in 2022 zou ze normaal niet deelnemen maar doordat zowel Frankrijk als Zweden niemand stuurde mocht ze toch deelnemen.
Ze is naast haar sportcarrière wiskundeprofessor aan de University of the Virgil Islands. Ze studeerde in 2007 af aan de Universiteit van Californië met een bachelor in wiskunde.

## Resultaten

### Olympische Spelen
| Jaar | Plaats | Resultaat |
| ---- | ------ | --------- |
| 2022 | Peking | 25e       |

### Wereldkampioenschappen
| Jaar | Plaats      | Resultaat       |
| ---- | ----------- | --------------- |
| 2012 | Lake Placid | DNF             |
| 2015 | Winterberg  | 25e individueel |
| 2016 | Igls        | 25e individueel |
| 2017 | Königssee   | 27e individueel |
| 2019 | Whistler    | 24e individueel |

### Wereldbeker
Eindklasseringen
| Seizoen   | Rang |
| --------- | ---- |
| 2015/2016 | 24e  |
| 2016/2017 | 24e  |
| 2017/2018 | 31e  |
| 2018/2019 | /    |
| 2019/2020 | /    |
| 2020/2021 | 37e  |
| 2021/2022 | 31e  |